# Terence Kelly
Terence Reginald Kelly (Toronto, 12 giugno 1944) è un attore canadese.

## Biografia
Formatosi presso la National Theatre School of Canada, ha iniziato la sua carriera nella seconda metà degli anni sessanta.
È stato anche direttore artistico del White Rock Summer Theatre.

## Filmografia parziale

### Cinema
- I compari (McCabe & Mrs. Miller), regia di Robert Altman (1971)
- Changeling (The Changeling), regia di Peter Medak (1980)
- Star 80, regia di Bob Fosse (1983)
- American Gothic, regia di John Hough (1988)
- Mr. Magoo, regia di Stanley Tong (1997)
- Tempesta di fuoco (Firestorm), regia di Dean Semler (1998)
- Trixie, regia di Alan Rudolph (2000)
- Agente Cody Banks (Agent Cody Banks), regia di Harald Zwart (2003)
- A testa alta (Walking Tall), regia di Kevin Bray (2004)
- 4 amiche e un paio di jeans (The Sisterhood of the Traveling Pants), regia di Ken Kwapis (2005)
- The Exorcism of Emily Rose, regia di Scott Derrickson (2005)
- Tutte le cose che non sai di lui (Catch and Release), regia di Sasannah Grant (2006)
- In the Name of the King, regia di Uwe Boll (2007)
- Arsenico e vecchi confetti (Married Life), regia di Ira Sachs (2007)
- Watchmen, regia di Zack Snyder (2009)
- Diario di una schiappa 2 - La legge dei più grandi (Diary of a Wimpy Kid: Rodrick Rules), regia di David Bowers (2011)
- Un anno da leoni (The Big Year), regia di David Frankel (2011)
- Diario di una schiappa - Vita da cani (Diary of a Wimpy Kid: Dog Days), regia di David Bowers (2012)
- Un viaggio stupefacente (Boundaries), regia di Shana Feste (2018)
- Sonic - Il film (Sonic the Hedgehog), regia di Jeff Fowler (2020)

### Televisione
- X-Files (The X-Files) – serie TV, un episodio (1993)
- Millennium – serie TV, 2 episodi (1996-1998)
- Smallville – serie TV, 1 episodio (2004)
- Supernatural – serie TV, 2 episodi (2006-2008)
- Fear Itself – serie TV, un episodio (2008)
- Harper's Island – serie TV, un episodio (2009)
- Robin Hood - Il segreto della foresta di Sherwood (Beyond Sherwood Forest), regia di Peter DeLuise – film TV (2009)
- Il miglior Natale della mia vita (Christmas Unleashed), regia di Nimisha Mukerji – film TV (2019)
- Il mio desiderio per Natale (A Glenbrooke Christmas), regia di David I. Strasser – film TV (2020)

## Doppiatori italiani
Nelle versioni in italiano delle opere in cui ha recitato, Terence Kelly è stato doppiato da:
- Massimo Milazzo ne Il miglior Natale della mia vita, Quel natale che ci ha fatti incontrare
- Guido Cerniglia in X-Files
- Franco Chillemi in Millennium
- Sandro Sardone in Oltre i limiti
- Sergio Di Giulio in A testa alta
- Giovanni Petrucci in Supernatural (ep. 1x20)
- Mauro Bosco in Supernatural (ep. 3x15)
- Vittorio De Angelis in The L Word
- Raffaele Palmieri in Fear Itself
- Carlo Reali in Harper's Island
- Maurizio Scattorin in Robin Hood - Il segreto della foresta di Sherwood
- Pieraldo Ferrante in Sonic - Il film
- Stefano Oppedisano in The Good Doctor